# Skala pomiarowa
Skala pomiarowa – system symboli kodujących wyniki pomiaru, lub ogólniej dowolne dane. Symbole te charakteryzują mierzone obiekty pod względem określonej zmiennej.
Skale pomiarowe klasyfikuje się według sposobu w jaki można zestawiać wyniki dwóch pomiarów. Klasy te tworzą ciąg od skali nominalnej do skali absolutnej. Każdy kolejny typ skal pomiarowych umożliwia więcej operacji niż poprzedni:
- skala nominalna – wartości na tej skali nie mają oczywistego uporządkowania (np. nazwy miejscowości). Jedyną dozwoloną relacją porównującą dwie wartości na skali nominalnej jest równość. Wśród skal nominalnych wyróżnia się czasem skale dychotomiczne przyjmujące tylko dwie wartości, np. odpowiedź na pytania tak/nie.
- skala porządkowa – wartości mają jasno określony porządek, ale nie są dane odległości między nimi (np. wykształcenie). Oprócz równości możliwe są relacje porządku (< > ≤ ≥)
- skala interwałowa (przedziałowa) – różnice pomiędzy wartościami mają sensowną interpretację, ale ich iloraz nie. Np. daty.
- skala ilorazowa (stosunkowa) – nie tylko różnice, ale także ilorazy wielkości mają interpretację. Przykładem jest masa (coś może być dwa razy cięższe). Wielkości na skali ilorazowej można dodawać odejmować i dzielić przez siebie.
- skala absolutna – skala w której dla danej zmiennej istnieje tylko jeden sensowny sposób zakodowania wyników pomiaru. Przykładem są zmienne typu „liczba wystąpień x w zbiorze”.

Wartości na wszystkich skalach można zapisywać za pomocą liczb, wartości na skalach dychotomicznej, nominalnej i porządkowej także za pomocą innych symboli, np. tekstów.

## Definicje formalne
W reprezentacyjnej teorii pomiaru pojęcie skali pomiarowej zostało sformalizowane, dzięki czemu w ścisły sposób można zweryfikować na jakiej skali jest dowolna zmienna. Skala pomiarowa jest definiowana jako trójka
{\displaystyle \langle Emp,Num,M\rangle }
gdzie:
- {\displaystyle Emp} to tzw. empiryczny system relacyjny symbolizujący mierzoną rzeczywistość. Jego uniwersum są dowolne elementy (stany mierzonych obiektów).
- {\displaystyle Num} to tzw. numeryczny system relacyjny symbolizujący wyniki pomiarów. Jego uniwersum są liczby rzeczywiste.
- {\displaystyle M} to homomorfizm z {\displaystyle Emp} w {\displaystyle Num,} zachowujący wszystkie relacje z {\displaystyle Emp.}

Skale dzielone są na typy:
- skala nominalna – homomorfizm zachowuje pewną relację równoważności w {\displaystyle Emp} jako równość w {\displaystyle Num{:}}

{\displaystyle a\sim b\Leftrightarrow M(a)=M(b)}
- skala porządkowa – homomorfizm zachowuje pewną relację częściowego porządku w {\displaystyle Emp} jako relację nie większy niż w {\displaystyle Num{:}}

{\displaystyle a\preceq b\Leftrightarrow M(a)\leqslant M(b)}
- skala interwałowa oznacza, że dowolny homomorfizm zbudowany na tym samym systemie empirycznym i zachowujący uporządkowanie, zachowuje też proporcje różnic między pomiarami:

jeśli {\displaystyle c\succ d\wedge a\succ b\wedge (a\succ b\Leftrightarrow M'(a)>M'(b))}
to
{\displaystyle {\frac {M(a)-M(b)}{M(c)-M(d)}}={\frac {M'(a)-M'(b)}{M'(c)-M'(d)}}}
- skala ilorazowa oznacza, że dowolny homomorfizm zbudowany na systemie empirycznym {\displaystyle Emp} zachowuje stosunki między pomiarami:

{\displaystyle {\frac {M(a)}{M(b)}}={\frac {M'(a)}{M'(b)}}}
- skala absolutna występuje gdy istnieje tylko jeden możliwy homomorfizm zachowujący dany zbiór relacji:

{\displaystyle M=M'}